# 秘魯魮脂鯉
秘魯魮脂鯉，中文俗名梅塔黑霓虹，為輻鰭魚綱脂鯉目脂鯉亞目脂鯉科魮脂鯉屬的其中一個種，為熱帶淡水魚，分布於南美洲亞馬遜河上游流域，體長可達3.5公分，棲息在底中層水域，可作為觀賞魚。

## 扩展阅读
- 維基物種上的相關：秘魯魮脂鯉